# Caren Wood
Caren Wood (pseudoniem van Doetie (Doetje) de Vries) (Harlingen, 24 februari 1953) is een Nederlands zangeres.

## Carrière
Zij vormde samen met haar zus Alice May het zangduo Maywood. Zij vertegenwoordigden Nederland op het Eurovisiesongfestival in 1990 in het toenmalige Joegoslavische Zagreb met het lied Ik wil alles met je delen. Daarmee behaalden zij de vijftiende plaats.
In 1995 gingen de twee zussen uit elkaar. Caren Wood maakte begin 2007 een doorstart zonder haar zus. Ze ging in zee met de toenmalige kleinkunstenaar Henk Smaling en keerde terug op de planken in het programma Hotel Weemoed. Daarna werd ze bejaardenverzorgster. In november 2010 trad ze samen met de band Kayak op bij het herdenkingsconcert voor Pim Koopman, oud-drummer van de band en voormalig producer van Maywood.